# バラ属の種の一覧
本項では、 バラ属の種の一覧（バラぞくのしゅのいちらん）について解説する。
バラ属の種の数は諸説あり、一つの種の派生型とみなしそうなほど似通った種もある一方で、同じ種でも派生型同士が別の種かと思うほど著しく違っているものもある。
バラ属の種は少なくとも360以上あるとみられている。

## 亜属または節
バラ属は4つの亜属に分かれる。

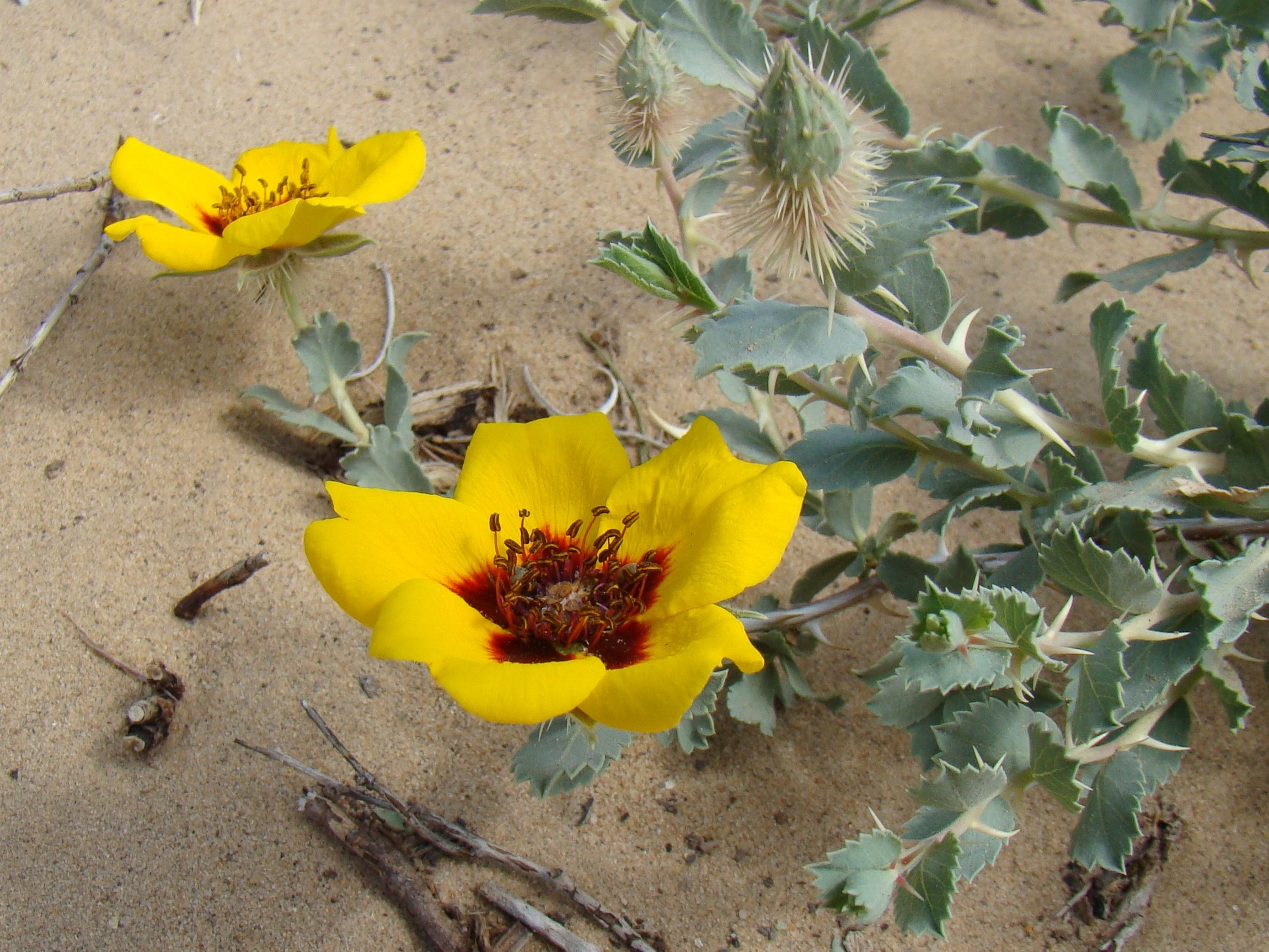
砂漠に生息する野生のバラ、ロサ・ペルシカ。

- フルテミア亜属 Hulthemia（旧名のSimplicifoliaeは単葉を意味する） - 南西アジアに生息するロサ・ペルシカ（R. persica）とR. berberifolia (syn. R. persica var. berberifolia)が該当。いずれもバラ属の中では珍しく、複葉ではなく托葉をもたない種である。

- ヘスペロードス亜属 Hesperrhodos(学名はギリシャ語で西洋のバラを意味する) - この亜属に属する種としてロサ・ミヌティフォリア（英語版）とロサ・ステラータ（英語版）があり、いずれも北アメリカ大陸南西部に生息する。
- サンショウバラ亜属（Platyrhodon ） - 東アジアに生息するサンショウバラ（R. roxburghii）のみで構成されている。
- バラ亜属 Rosa上記以外のすべてのバラの種が該当し、さらに11の節に分かれる。
  - モッコウバラ節 Banksianae –中国を原産地とするバラで、白または黄色い花をつける。
  - カカヤンバラ節 Bracteatae –3つの種があり、うち2つは中国に生息し、残りの一つはインドに生息する。
  - イヌバラ節 Caninae –アジア・ヨーロッパおよび北アフリカを原産地とするバラで、ピンクまたは白い花をつける
  - カロリナ節 Carolinae – 白、ピンクまたはより明るいピンク色の花をつけるバラで、北アメリカ大陸全域に生息している
  - コウシンバラ節 Chinensis – 白、ピンク、黄色、赤またはこれらの色がまだらになった花をつけるバラで、中国やミャンマーに生息している
  - ガリカ節 Gallicanae -ピンクまたは深紅の花をつけるバラで、西アジアからヨーロッパにかけて生息している
  - Gymnocarpae – ローズヒップ類と区別するために作られた節。このうち、ロサ・ギムノカルパ（英語版）は北アメリカ大陸西部に生息する一方、他の種は東アジアに生息している。
  - ナニワイバラ節 Laevigatae –中国に生息。
  - ピンピネリフォリア節（英語版）Pimpinellifoliae – 白、ピンク、明るい黄色またはこれらの色がまだらになった花をつけるバラで、アジアおよびヨーロッパに生息している
  - ハマナス節またはキンナモメア節 Rosa (syn. sect. Cinnamomeae) -白、ピンク、うす紫、赤紫または赤い花をつける種で、北アフリカを除く世界中に分布している。
  - ノイバラ節 Synstylae –世界じゅうに分布するバラのうち、白・ピンクまたは赤い花をつける種

## 主な種
- アビシニアン・ローズ Rosa abyssinica
- オオタカネバラ Rosa acicularis
- ロサ・アルバen:Rosa × alba (交配親はロサ・ガリカとロサ・カニナなど諸説あり。)
- Rosa alexandrae
- ロサ・アネモネフローラ en:Rosa anemoniflora
- ロサ・アルカンサーナ en:Rosa arkansana (シノニムとして、R. pratincola, R. suffultaがある)
- ローザ・アルウェンシス Rosa arvensis
- en:Rosa azerbaidshanica
- モッコウバラ Rosa banksiae (八重咲きの黄モッコウであるロサ・バンクシア・ルテアなど多数の園芸種あり)
- ロサ・ベッゲリアーナ Rosa beggeriana
- ロサ・ベルベリフォリア R. berberifolia –（シノニムとして、 R. persica var. berberifoliaがある）
- ロサ・ブランダ en:Rosa blanda
- カカヤンバラ Rosa bracteata
- ロサ・ブリッジェシー en:Rosa bridgesii
- ロサ・モスカータ Rosa moschata – (シノニムとして、ロサ・ブルノニー（Rosa brunonii）がある。また、ヒマラヤン・ムスク・ローズという別名を持つ)
- ロサ・カリフォルニカ Rosa californica
- イヌバラ Rosa canina
- ロサ・ カロリナ fr:Rosa carolina
- ロサ・ケンティフォリア・クリスタータ Rosa centifolia cristata （別名：シャポー・ドゥ・ナポレオン）
- ケンティフォリア・ローズ Rosa × centifolia (ロサ フェドチェンコアナ、イヌバラ、ロサ・ガリカ等、複数の親を持つとされている)
- ロサ・キネンシス Rosa chinensis (チャイナローズ等の別名がある)
  - ロサ・キネンシス・スポンタネア Rosa chinensis var. spontanea - 野生種
- ロサ・クリノフィラ Rosa clinophylla (シノニムとして、R. involucrataがある)
- ロサ・コリアナ Rosa × coryana (交配親はロサ・マクロフィラとイザヨイバラ)
- ロサ・コリンビフェラ Rosa corymbifera(シノニムとして、Rosa dumetorumがある)
- ロサ・キモサ en:Rosa cymosa
- ロサダマスケナ Rosa × damascena (ダマスクローズとも。ロサ・ガリカとロサ・モスカータの混合種と ロサ・フェドチェンコアナが親とされている。)
- ヤマハマナシ Rosa davurica
- ロサ・ダビディ en:Rosa davidii
- ロサ・ドゥマリス en:Rosa dumalis(イヌバラのシノニムとして使われることがある)
- ロサ・エカエ fr:Rosa ecae (syn. R. xanthina var. ecae)
- ロサ エグランテリア Rosa eglanteria (ロサ・ルビギノーサ（英語版）と ロサ・フェティダ も参照)
- en:Rosa elliptica
- ロサ・フェドチェンコアナ en:Rosa fedtschenkoana
- ロサ・フィリペス en:Rosa filipes
- ロサ・フェティダ Rosa foetida（シノニムとして R. lutea）がある。
  - オーストリアン・カッパー Rosa foetida var. 'bicolor'
- ロサ・フォリオローサ en:Rosa foliolosa
- ロサ・フォルレステイアナ sv:Rosa forrestiana
- フジイバラ Rosa fujisanensis
- ロサ・ガリカ Rosa gallica（ロサ・フェドチェンコアナのシノニムともされている。別名：フレンチローズ）
- ロサ・ゲンティリアナ Rosa gentiliana (シノニムとして R. polyantha grandifloraがある)
- ロサ・ギガンティア Rosa gigantea (シノニムとしてR. × odorata giganteaがある)
- ロサ・ギラルディ fr:Rosa giraldii
- ロサ・グラウカ en:Rosa glauca (スズバラという和名があるほか、シノニムとしてロサ・ルブリフォリア（ R. rubrifolia）がある)
- ロサ・ギムノカルパ Rosa gymnocarpa
- ロサ・ヘレナエ fr:Rosa helenae
- ロサ・ヘミスフェリカ en:Rosa hemisphaerica (シノニムとして R. sulphureaがある)
- ロサ・ヘンリィ en:Rosa henryi
- ロサ・ホロドンタfr:Rosa holodonta (シノニムとしてR. moyesii roseaがあるほか、商品名としてロサ・モエシー・ピンクがある。)
- ロサ・ユゴニス Rosa hugonis
- モリイバラ Rosa jasminoides
- ロサ・コキアナ sv:Rosa × kochiana
- ロサ・コカニカ fr:Rosa kokanica
- コルデジー・ローズ en:Rosa kordesii
- ナニワイバラ en:Rosa laevigata (シノニムとして R. sinicaがある)
- ロサ・ラクサ fr:Rosa laxa (syn. R. gebleriana)
- ロサ・ロンギクスピス fr:Rosa longicuspis
- テリハノイバラ Rosa luciae (シノニムとして、Rosa wichuraianaがある)
- Rosa × macrantha
- ロサ・マクロフィラ Rosa macrophylla
- ロサ・マハリス en:Rosa majalis (syn R. cinnamomea)
- ロサ・マキシモウィッチアーナ fr:Rosa maximowicziana (syn. R. glandulosa)
- ロサ・ミクランタ en:Rosa micrantha (シノニムとして、 R. floribunda, R. numerosa, R. rubiginosaがある)
- ロサ・ミヌティフォリア en:Rosa minutifolia
- ロサ・モリス Rosa mollis
- ロサ・モエシー en:Rosa moyesii
- ロサ・ムリガニー Rosa mulliganii
- ロサ・ムルティブラクテアータ fr:Rosa multibracteata
- ノイバラ Rosa multiflora
  - ツクシイバラ Rosa multiflora var. adenochaeta
- ロサ・ニティダ en:Rosa nitida
- ロサ・ヌトカーナ en:Rosa nutkana
- ロサ・オブツシフォリア fr:Rosa obtusifolia
- マイカイ Rosa × odorata(このうち、Rosa × odorata var. giganteaはかつてロサ・ギガンティアのシノニムとして使われたことがある。)
- ロサ オメイエンシス en:Rosa omeiensis
  - ロサ オメイエンシス プテラカンサ Rosa omeiensis pteracantha - 変種
- sv:Rosa oxyacantha
- ロサ・パルストリス en:Rosa palustris
- ロサ・ペンデュリナ Rosa pendulina (syn. R. alpina)
- ロサ・ペルシカ en:Rosa persica (シノニムとして、 Hulthemia persica, R. simplicifoliaがある)
- ロサ・ペルテトサ fr:Rosa persetosa(シノニムとして、ロサ・エレガントゥラ（Rosa elegantula）がある)
- ロサ・フェニキア fr:Rosa phoenicia
- ロサ・ピンピネリフォーリア en:Rosa pimpinellifolia（シノニムとして、R. spinosissimaがある）
- ロサ・ピネトルム en:Rosa pinetorum
- ロサ・ピソカルパ en:Rosa pisocarpa
- ロサ・ポウジニー en:Rosa pouzinii
- ロサ・プラッティ en:Rosa prattii
- 'ロサ・プリムラ 'Rosa primula
- イザヨイバラ Rosa roxburghii
- ロサ・ルビギノーサ Rosa rubiginosa (シノニムとして、R. eglanteriaがある)
- ハマナス Rosa rugosa
- ロサ・サリクトルム Rosa salictorum
- ロサ センパヴィエンス en:Rosa sempervirens
- ロサ・セリセア en:Rosa sericea
- プレーリーローズ fr:Rosa setigera'
- ロサ・セティポダ fr:Rosa setipoda
- ロサ・シェラルディ fr:Rosa sherardii (シノニムとして R. omissaがある)
- ロサ・シクラ fr:Rosa sicula (シノニムとして、R. seraphiniiがある)
- ロサ・ソウリエアナ Rosa soulieana
- ロサ・スピタメア en:Rosa spithamea
- sv:Rosa squarrosa
- ロサ・ステラータ en:Rosa stellata
  - ロサ・ステラタ・ミリフィカ Rosa stellata var. mirifica
- Rosa x toddiae
- ロサ・トメントーサ Rosa tomentosa(Rosa cuspidataとも)
- サクラバラ Rosa uchiyamana（ロサ・キネンシスとノイバラの交雑種）
- ロサ・ヴィローサ Rosa villosa (通称としてアップルローズがある。また、シノニムとして、ロサ・ポミフェラ（Rosa pomifera）がある。)
- ロサ・ヴァージニアナ en:Rosa virginiana (シノニムとして、Rosa lucidaがある)
- ロサ・ウィルモッティア en:Rosa willmottiae
- ロサ・ウッドシー Rosa woodsii
- ロサ・クサンティナ Rosa xanthina